# 好色元禄(秘)物語
『好色元禄㊙物語』（こうしょくげんろくまるひものがたり）は、1975年に東映が製作した日本映画。R-18（成人映画）指定。監督・関本郁夫。
ひし美ゆり子唯一の主演映画。

## あらすじ
元禄時代の華やかな京の都。その底辺の湿地の蛭が這うじめじめした長屋にお夏（ひし美ゆり子）とお七（橘麻紀）の姉妹が住む。奔放な姉に貞淑な妹。お夏は寺の老住職清海（汐路章）の妾だが、豊満な肉体で玉の輿を狙い、金持ちの呉服問屋の若旦那世之介（中林章）に鞍替えすべく誘惑を始める。一方、お七は夫の久松（川谷拓三）と店を持とうと健気に頑張るが、必死に働けど金は溜まらず。やけになった久松は謀って男どもにお七を抱かせ、さらにお夏も犯す。逆上したお七は久松を殺め、お夏の手を借りて久松を池に沈めた。これを切っ掛けにお七の性格は一変。男千人斬りを持って久松の供養に代えんと性道に邁進。するとお七のいる所には、常に男の長蛇の列ができ、次第にお七の存在は神格化されていく。一方、お夏は色仕掛けで射止めたはずの世之介が、別の女（三井マリア）と祝言を挙げてるまっ最中だと世之介の父親・忠兵衛（坂本長利）に知らされる。逆上したお夏は襦袢姿のまま脱兎のごとく世之介の祝言に乗り込み大暴れ。あげく二人の初夜に忍び込み、女の秘所に蛇を突っ込む嫌がらせを実施。世之介がダメならと父親の忠兵衛を肉体で籠絡する。ついでに加納屋主人の喜兵衛（名和宏）にも股を開く。また女を武器に太々しく生きるお夏にしつこく付きまとう若い坊主の筆おろしを引き受ける。坊主は後の井原西鶴だった。

## 出演者
- お夏：ひし美ゆり子
- お七：橘麻紀
- 西鶴：山田政直
- 世之介：中林章
- 忠兵衛：坂本長利
- 喜兵衛：名和宏
- 久松：川谷拓三
- 弥市：北村英三
- お新：三井マリア
- 手代：唐沢民賢
- 清海：汐路章
- 出合い茶屋の客：野口貴史
- 船子：志賀勝
- 船子：岩尾正隆
- 船饅頭：丸平峰子
- お七の客：片桐竜次
- 栄斉：笑福亭鶴光
- 手代：奈辺悟
- おせん：窪園千枝子

## スタッフ
- 企画：本田達男、上阪久和
- 脚本：田中陽造
- 監督：関本郁夫
- 撮影：塩見作治
- 照明：井上孝二
- 美術：竹川輝夫
- 録音：荒川輝彦
- 音楽：津島利章
- 編集：堀池幸三
- スチール：中山健司
- 助監督：平野勝司

## 製作
中島貞夫監督の「セックスドキュメントシリーズ」『驚異のドキュメント 日本浴湯物語』『セックスドキュメント 性倒錯の世界』に助監督として就いていた東映の社員監督・関本郁夫が、「トルコ嬢のドキュメントをやれ」という会社からの発注を受け、『札幌・横浜・名古屋・雄琴・博多 トルコ渡り鳥』を製作するとこれが東映上層部に高く評価され、本作の監督に抜擢された。脚本の田中陽造は、日活ロマンポルノで多くの名作を書き、東映からオファーが多く来るようになっていた。タイトルはクランクイン直前まで『好色一代女』であったが、岡田茂東映社長が『好色元禄㊙物語』とタイトルを変更した。

## キャスティング&撮影
最初は当時売出しだったピラニア軍団の紅一点・橘麻紀のための企画で、主演の姉、お夏役は橘、妹のお七がひし美ゆり子で、クランクイン直前の1975年8月2日付サンケイスポーツでも橘が『好色一代女』にヒロインに抜擢されたと報道され、取材を受けた橘も「こんどこそ勝負ね。体当たりで頑張るわ。キャッチフレーズだけの女優にならないためにも」等と決意を述べたが、監督の関本が『ポルノ時代劇 忘八武士道』(1973年)のひし美を見て「いいオッパイをしてるな。ブリジット・バルドーみたいにオッパイの位置が高い」とひし美のカラダに惚れ、主役を入れ替えた。関本はひし美がテレビで人気があったことを知らなかった。関本はピラニア軍団が大監督と組むことに不満があり、「本来なら俺達のようなたたき上げと組むのがピラニアの精神だろ」とあまりピラニア軍団は好きでなかった。主役の変更にピラニア軍団が怒り、数人が関本のところに来て「橘をタイトルのトップに出せ」と迫ったが、「主演を決めるのは監督とプロデューサーの仕事で、おのれらの出る幕じゃないわい。すっこんどれッ!!」と大喧嘩し、これを切っ掛けにピラニア軍団と親しくなったと話している。
関本は「ひし美は芝居が上手くないから徹底的に鍛えた。お夏はひし美にぴったりの役だった。踏まれても蹴られても雑草のように生き抜くバイタリティ。彼女はそれを実にさわやかに演じてくれた。ひし美は『好色元禄㊙物語』に出るまで、カワイコちゃん女優で、それなりに売り出してはいたが、それなりに、それどまりだった」などと述べている。ひし美は1966年に東宝入社し、多くの映画に出演した後、1967年から1968年にかけてTBSで放送された『ウルトラセブン』のアンヌ隊員役で子供たちの人気を集めた。しかし1972年に東宝との専属契約が切れると自信を失い、女優は辞めるつもりでいた。個人的な記念のつもりで撮ったヌードが『週刊プレイボーイ』に流出し、それがひし美に無断で掲載された途端、各映画会社のプロデューサーから自宅へジャンジャン電話がかかり、出演オファーが殺到した。女優は辞めるつもりでいたためマネージャーもおらず、あまり考えずに最初に連絡があった『不良番長』のプロデューサーで、岡田東映社長の懐刀吉田達東映プロデューサーの誘いを承諾した。しかし吉田の誘いの直後、ATGから、監督新藤兼人で谷崎潤一郎原作『春琴抄』の主役オファーがあり、「女優なら選択の余地はない。女優なら誰だって『春琴抄』を選ぶ。『不良番長』に出演したら文芸作品に出演するチャンスは二度と来ない」と思い、吉田に断りの電話を入れたが聞き入れられず、「出演依頼をしたのはウチが先。そんな不義理をすると芸能界は渡っていけないゾ！」と脅かされて、「分かりました。じゃあ、やります」と渋々『不良番長 一網打尽』に出演した。それまで健康的なマニッシュイメージだったひし美は、ここを起点としてセクシーな裸を武器に性的アイコンを持ったヴァンプ女優に変貌していく。『新仁義なき戦い 組長の首』など、東映のプログラムピクチャーを中心にふんだんにヌードを披露し、お色気路線を突き進んだ。ひし美は「もし『春琴抄』が実現していたらその後の道も変わってたんでしょうね。たった一人で運命に翻弄されてしまった」と述べている。
本作のオファーも成人映画でひし美は最初は断った。しかし断っても断っても関本監督から熱心に口説かれ、その熱意に負け、初めての主演映画でもあるし、やってみようと思い直した。またタイトルは最初は『好色一代女』で、ひし美もそのタイトルならと引き受けた。「しかし『好色元禄㊙物語』では、そのタイトルで名作劇場などでテレビ放映されると家族にも見せられないし本当に困る。映画だから脱いだのに、このタイトル変更には怒りを覚える。肖像権を主張して放映中止の権利を持ちたい」などと話している。
田中陽造のシナリオが完成し、いよいよクランクインしようとした時、岡田社長が「窪園千枝子を使え！」と無理難題を言ってきた。窪園は昨今のAV界では珍しくないが「セックスのクライマックスで一升、一斗の潮を吹く名器が自慢」とテレビや雑誌で堂々とアピールし、セックス評論家を自称。この年マスメディアを賑わし、五月みどりとともにピンク旋風を起こしたと評され、映画公開後に「しおふき小唄」というレコードまで出した。岡田社長からの窪園ゴリ押しは、当時東映で窪園の自伝ポルノ映画を製作予定だったことによる。予定していたタイトルは『潮吹きマダム・愛の遍歴』であった。当時は猥褻表現を巡って起きた日活ロマンポルノ事件もまだ裁判中で、実際の潮吹きを撮影できるわけもなく、岡田社長は「窪園を使わないなら映画は作らせない」とまで言うのでやむを得ず出演してもらい、潮吹きをパロディーとして描くことにした。窪園は撮影当日脱がないとゴネたが、ビールを飲ませると途端に上機嫌になり、1本目で片方を2本目で両方のオッパイを出し大量に潮(？)を吹いた。このシーンはいらないという見方もあるが、当時の観客には非常に受けたという。
撮影は1975年8月中旬クランクイン。本作撮影中に同時上映になった『神戸国際ギャング』の撮影が京都撮影所で始まり、オールスター・キャストの大デモンストレーションで、本作はスミの方で撮影した。監督は日活から招かれた田中登。関本は「撮る作品が逆なんじゃないかな」と思いつつ、「これは負けちゃならん」と強烈な対抗精神を持ち撮影に挑んだ。出来上がったシャシンを観て「俺は勝った」と思ったという。

## 製作費
製作費2500万円。撮影日数十数日。同じ年に牧口雄二監督が同じ京都撮影所で撮った『玉割り人ゆき』は500万円。併映の『神戸国際ギャング』は約4億円。この年東映で最も製作費をかけたのは東映東京撮影所で作られた『新幹線大爆破』で5億3000万円。当時の東映京都には、まだ豪華な時代劇のセットが残っており、『好色元禄㊙物語』は添え物の小品ながら長屋のセットもしっかり作られ、美術も含めキチンとしたポルノ時代劇が撮影できた。ひし美は「18禁のお色気時代劇にしっかりしたセットまで組まれたのは、この頃が最後じゃないでしょうか。やっぱりこういう映画の作り方っていうのはいいものですよ。後のVシネマの現場なんてセットはない、スタッフの段取り悪いとか酷いものでした」などと述べている。

## 宣伝
当時のマスメディアには、ひし美は全く扱われず、窪園が「東映ポルノに話題の人登場」などとマスメディアに盛んに登場し、大きなプロモーションになった。

## 作品の評価
1976年2月に『週刊ファイト』「第一回映画ファンのための映画まつり」が大阪であり、ひし美の体当たり演技が認められ主演女優賞を、関本が監督賞を受けた。
関本は「今でこそ一応の評価は受けているが、当時はほとんど無視された」と話しているが、山根貞男は1980年に「エネルギー溢れる傑作」と評している。

## その他
ひし美が2010年頃、本作を自費でニュープリントにしたという。

## 同時上映
『神戸国際ギャング』
- 主演：高倉健／監督：田中登